# Zhangzhangzi
Zhangzhangzi (kinesiska: 张杖子乡, 张杖子) är en socken i Kina. Den ligger i provinsen Hebei, i den norra delen av landet, omkring 190 kilometer nordost om huvudstaden Peking.
Genomsnittlig årsnederbörd är 903 millimeter. Den regnigaste månaden är juli, med i genomsnitt 254 mm nederbörd, och den torraste är januari, med 2 mm nederbörd.